# Jonas Gahr Støre
Jonas Gahr Støre (n. 25 august 1960, Oslo, Norvegia) este un politician norvegian care ocupă funcția de prim-ministru al Norvegiei din 14 octombrie 2021 și care este lider al Partidului Laburist din 2014. A servit sub prim-ministrul Jens Stoltenberg ca ministru al afacerilor externe din 2005 până în 2012 și ministru al serviciilor de sănătate și îngrijire din 2012 până în 2013. De asemenea, este membru al Storting, parlamentul norvegian, pentru circumscripția Oslo din 2009.